# ServusTV
ServusTV è un canale televisivo austriaco privato, edito da Red Bull Media House.

## Storia
Fu fondata nel 1995 come Salzburg TV, da due ex redattori di ORF, Ferdinand Wegscheider e Christian Jörgner, inizialmente come TV via cavo. Cinque anni dopo, il 25 ottobre 2000, cominciò le trasmissioni terrestri: era la prima televisione terrestre privata in Austria. All'epoca mancava una regolamentazione delle televisioni private nel paese, e la rete fu fatta chiudere dopo soli 5 giorni di trasmissioni. Solo nell'agosto del 2001 fu approvata la relativa normativa, e la televisione tornò a trasmettere con una regolare licenza solo nel 2002.
Nel 2004 subentrarono problemi economici, e solo l'acquisizione della maggioranza da parte della locale Wirtschaftskammer (48%), della locale Cassa rurale (37%) e della Spängler Bank (10%) la salvò dal fallimento. Questi stessi soci vendettero interamente le loro quote nel 2007 alla Red Bull, con Wegscheider socio al 4% e Jörgner all'1%.
Già nel marzo del 2008 i due fondatori lasciarono le loro cariche, a causa di differenze di vedute sul futuro della rete, cedendo anche le loro quote alla Red Bull, che nel frattempo aveva fondato la Red Bull Media House per gestire le proprie attività editoriali.
Dal 1º ottobre 2009 la rete è stata rinominata ServusTV. Dal 2010 la rete è disponibile anche in Germania, via cavo ed IPTV (tra il 2011 ed il 2014 fu anche trasmessa in digitale terrestre nell'area di Berlino), ed il servizio è stato poi esteso alla Svizzera nel 2017.
Per dieci stagioni, dal 2010 al 2020, ServusTV ha trasmesso in chiaro gli incontri della Österreichische Eishockey-Liga.